# Adut Bulgak
Adut Bulgak, née le 20 décembre 1992 au Soudan, est une joueuse canadienne de basket-ball.

## Biographie
Née au Soudan (dans l'actuel Soudan du Sud), elle suit sa famille qui trouve refuge à Edmonton au Canada après un passage au Kenya en 1998. Ses parents travaillant, elle est guidée par ses deux frères aînés. Elle est marquée par deux drames familiaux : en mai 2007, un de ses aînés est victime d'un homicide à leur domicile et l'autre trouve la mort en 2009 dans un accident de voiture. Au lycée, son coach est impressionnée par sa maturité née dans l'adversité. Courtisée par North Carolina, elle passe d'abord deux saisons en junior college à Trinity Valley College au Texas couronnée par deux titres nationaux.   
Diplômée en sociologie. Freshman de l'année 2013 avec 103 contres, elle est deux fois All-American et remporte en 2014 le titre national et de meilleure joueuse du championnat. En sophomore, le bilan de son équipe est de 36 victoires pour une seule défaite avec des moyennes de 15,8 points, 11,6 rebonds et 2,5 contres. Elle rejoint ensuite le championnat NCAA pour des saisons étincelantes avec les Seminoles de Florida State. Les Seminoles atteignent l'Elite Eight avec Bulgak meilleure scoreuse et rebondeuse (12.3 points et 9,5 rebonds) avant de céder face à Syracuse. Elle est nommée dans le meilleur cinq de l'ACC en 2015. En 2016, elle est finaliste du Senior CLASS Award et dans la sélection finale des 30 joueuses concourant pour le Trophée Wooden et finit dans le second meilleur cinq de la Conférence. Elle figure dans le top 20 de plusieurs catégories statistiques en moyenne de rebonds(4e– 8,7), l'adresse à trois points (10e – 34,4 %), les points (17e– 12,5), le total de rebonds (18e – 591) et le total de contres (9e– 88). En senior, ses moyennes de 12,7 points et 7,8 rebonds.   
Elle est le douzième choix de la draft WNBA 2016 par le Liberty de New York. Elle est la dixième Seminole draftée en WNBA après Natasha Howard en 2014 (5e chix, Fever de l'Indiana) et Jacinta Monroe en 2010 (6e choix par les Mystics de Washington). Au cours de saison rookie, elle tweete au joueur NBA Luol Deng lui aussi originaire du Soudan du Sud (pays qu'il a fui en 1989 pour l'Angleterre) pour l'inviter à assister une rencontre WNBA. Il répond positivement et assiste à la rencontre opposant New York à Los Angeles. Son contrat est rompu le 25 août après le retour de blessure d'Epiphanny Prince et se conclut sur six rencontres avec des moyennes de 2,3 points et 1,5 rebond.
Pour 2017-2018, elle joue en Israël avec Elitzur Ramla. Durant l'été 2023, elle s'engage avec le club français des Flammes Carolo, après quelques matches réussis en fin de saison 2022-2023 avec Toulouse (13,9 points, 6,8 rebonds pour 17,1 d’évaluation en 23 minutes de jeu en moyenne sur 10 rencontres).
De septembre à décembre 2023, elle est joker médical d'Aby Gaye en France avec les Flammes Carolo basket.

## Équipe nationale
Elle est membre de sélections nationales canadiennes. Avec l'équipe de développement, elle remporte la médaille d'argent au Mondial universitaires 2015 avec des moyennes 15,5 points et 10,7 rebonds. Elle inscrit 15 points et 16 rebonds en finale face aux Américaines. Avec l'équipe B du Canada, elle remporte la Coupe William Jones à Taiwan en 2014.

## Clubs
- 2008-2012 : Archbishop O'Leary HS
- 2012-2014 :  Lady Cardinals de Trinity Valley College
- 2014-2016 :  Seminoles de Florida State

WNBA
- 2016 :  Liberty de New York

## Palmarès
- Mondial universitaires à Gwangju (Corée du sud) en 2015[4]
- Coupe William Jones 2014[4]
- Championne junior college 2013, 2014[2]

## Distinctions individuelles
- Freshman du championnat junior college 2013[4]
- MVP du championnat junior college 2014[4]
- Meilleur cinq de la conférence ACC 2015[4]
- Second meilleur cinq de la conférence ACC 2016[4]